# Concetto Spaziale
Concetto Spaziale is een werk uit de gelijknamige reeks uit circa 1965 van Lucio Fontana (1899-1968) en behoort tot de collectie van het Koninklijk Museum voor Schone Kunsten Antwerpen.

## Context
De Argentijns-Italiaanse kunstenaar Lucio Fontana was een van de meest invloedrijke kunstenaars van na Wereldoorlog Twee. Sinds 1945 beschouwde hij de reële ruimte als onderdeel van zijn monochrome werken. Dat deed hij door er gaten in te snijden (Ambiente Spaziale). Daarover zei hij: “Saai wordt het niet, het gebaar laat zich herhalen, als een kus of een boterham met kaas.” In 1946 gaf hij het Manifesto Bianco uit en in 1947 en 1948 het Manifesto Spaziale. Daarmee nam hij deel aan de tentoonstelling Monochrome Malerei in Leverkusen (1960). Dat maakte hem tot de geestelijke vader van de Zerobeweging en Arte Povera. Vanaf 1949 gaf Fontana bijna al zijn werken de titel Concetto Spaziale.

## Materiële aspecten

### Afmetingen
- 92 × 60 cm (dagmaat)
- 92,5 × 60 × 2,5 cm (volledig)
- 107,6 × 74,9 × 5 cm, 12,9 kg (inclusief lijst)

### Signaturen
- Fontane/Concetto Spaziale/Attese 714/4317 – A
  - Plaats: verso

## Provenance
Momenteel bevindt het werk zich in het KMSKA. Het kon het werk aankopen van dr. J. Macken. Een andere voormalige eigenaar is Christian Dotremont.